# Nastri d'argento 1987
Els Nastri d'argento 1987 foren la 42a edició de l'entrega dels premis Nastro d'Argento (Cinta de plata) que va tenir lloc el 1987.

## Guanyadors

### Millor director
- Ettore Scola - La famiglia
- Pupi Avati - Regalo di Natale
- Francesco Rosi - Cronaca di una morte annunciata

### Millor director novell
- Giuseppe Tornatore - Il camorrista
- Antonietta De Lillo i Giorgio Magliulo - Una casa in bilico
- Giorgio Treves - La coda del diavolo

### Millor productor
- Franco Committeri - La famiglia
- Franco Cristaldi - Il nome della rosa
- Rai - pel conjunt de la producció

### Millor argument original
- Suso Cecchi D'Amico i Ennio Flaiano - L'inchiesta
- Citto Maselli - Storia d'amore
- Enrico Oldoini e Marco Ferreri - I Love You

### Millor guió
- Furio Scarpelli, Ettore Scola i Ruggero Maccari - La famiglia
- Vittorio Bonicelli e Damiano Damiani - L'inchiesta
- Pupi Avati - Regalo di Natale

### Millor actor protagonista
- Roberto Benigni - Sota el pes de la llei
- Walter Chiari - Romance
- Vittorio Gassman - La famiglia

### Millor actriu protagonista
- Valeria Golino - Storia d'amore
- Ida Di Benedetto - Regina
- Stefania Sandrelli - La famiglia

### Millor actriu no protagonista
- Ottavia Piccolo - La famiglia
- Valentina Cortese - Via Montenapoleone
- Lina Sastri - L'inchiesta

### Millor actor no protagonista
- Diego Abatantuono - Regalo di Natale
- Massimo Dapporto - La famiglia
- Massimo Troisi - Hotel Colonial

### Millor banda sonora
- Armando Trovajoli - La famiglia
- Riz Ortolani - L'inchiesta
- Giovanni Nuti - Stregati

### Millor fotografia
- Tonino Delli Colli - Il nome della rosa
- Pasqualino De Santis - Cronaca di una morte annunciata

### Millor vestuari
- Gabriella Pescucci - Il nome della rosa
- Maurizio Millenotti i Anna Anni - Otello
- Giulia Mafai - L'inchiesta

### Millor escenografia
- Dante Ferretti - Il nome della rosa

### Millor pel·lícula estrangera
- Bertrand Tavernier - Al voltant de mitjanit (Round Midnight)
- Woody Allen - Hannah i les seves germanes (Hannah and Her Sisters)

### Millor actriu estrangera
- Fanny Ardant - La famiglia
- Liv Ullmann - Mosca addio

### Millor actor estranger
- Dexter Gordon - Al voltant de mitjanit
- Sean Connery - Il nome della rosa
- Robert De Niro - La missió

### Millor curtmetratge
- Codex purpureus rossanensis de Folco Quilici

### Millor productor de curtmetratge
- Ferdinando Zazzara - pel conjunt de la seva producció

### Nastro d'argento speciale
- Cinecittà - per 50 anni di attività